# Perdita Felicien
Perdita Felicien (Oshawa, 29 agosto 1980) è un'ex ostacolista canadese, campionessa mondiale dei 100 metri ostacoli a Parigi Saint-Denis 2003.

## Record nazionali

### Seniores
- 60 metri ostacoli indoor: 7"75 ( Budapest, 7 marzo 2004)
- 100 metri ostacoli: 12"46 ( Eugene, 19 giugno 2004)

## Palmarès
| Anno | Manifestazione      | Sede           | Evento   | Risultato  | Prestazione | Note                                     |
| ---- | ------------------- | -------------- | -------- | ---------- | ----------- | ---------------------------------------- |
| 2000 | Giochi olimpici     | Sydney         | 100 m hs | Batteria   | 13"21       |                                          |
| 2001 | Mondiali            | Edmonton       | 100 m hs | Semifinale | 12"90       |                                          |
| 2003 | Giochi panamericani | Santo Domingo  | 100 m hs | Argento    | 12"70       |                                          |
| 2003 | Mondiali            | Saint-Denis    | 100 m hs | Oro        | 12"53       | Record nazionale                         |
| 2004 | Mondiali indoor     | Budapest       | 60 m hs  | Oro        | 7"75        | Record dei campionati                    |
| 2004 | Giochi olimpici     | Atene          | 100 m hs | Finale     | dnf         |                                          |
| 2005 | Mondiali            | Helsinki       | 100 m hs | Semifinale | 12"94       |                                          |
| 2007 | Giochi panamericani | Rio de Janeiro | 100 m hs | Argento    | 12"65       |                                          |
| 2007 | Mondiali            | Osaka          | 100 m hs | Argento    | 12"49       | Miglior prestazione personale stagionale |
| 2009 | Mondiali            | Berlino        | 100 m hs | 8ª         | 15"53       |                                          |
| 2010 | Mondiali indoor     | Doha           | 60 m hs  | Argento    | 7"86        | Miglior prestazione personale stagionale |
| 2011 | Mondiali            | Taegu          | 100 m hs | Semifinale | 12"88       |                                          |

## Altre competizioni internazionali
2005
- 7ª alla World Athletics Final ( Monaco), 100 m hs - 12"80

2006
- Bronzo alla World Athletics Final ( Stoccarda), 100 m hs - 12"58

2007
- 4ª alla World Athletics Final ( Stoccarda), 100 m hs - 12"83

2009
- 5ª alla World Athletics Final ( Salonicco), 100 m hs - 12"61

2010
- Bronzo in Coppa continentale ( Spalato), 100 m hs - 12"68